# کودتای ۲۰۲۱ سودان
کودتای ۲۰۲۱ سودان (انگلیسی: 2021 Sudanese coup d'état) در ۲۵ اکتبر، ارتش سودان به رهبری ژنرال عبدالفتاح البرهان در یک کودتای نظامی کنترل دولت را به دست گرفت. حداقل پنج مقام ارشد دولتی از جمله عبدالله حمدوک، نخست‌وزیر غیرنظامی، در همان ابتدا بازداشت شدند.
عبدالله حمدوک پس از خودداری از اعلام حمایت از کودتا و بعد از دعوت به مقاومت مردمی، توسط نیروهای کودتا به مکان نامعلومی منتقل شد. قطع گسترده اینترنت نیز گزارش شده است. در همان روز، شورای حاکمیت منحل شد و وضعیت اضطراری برقرار شد. اکثریت کابینه حمدوک و تعداد زیادی از طرفداران دولت دستگیر شدند. گروه‌های غیرنظامی عمده از جمله انجمن حرفه‌ای سودانی و گروه نیروهای آزادی و تغییر، خواستار نافرمانی مدنی و امتناع از همکاری با سازمان‌دهندگان کودتا شدند. تظاهرات گسترده در ۲۵ اکتبر علیه کودتا برگزار شد که با پاسخ‌های مرگبار ارتش روبرو شد. در جریان این اعتراضات حداقل ۱۰ غیرنظامی کشته و بیش از ۱۴۰ نفر زخمی شدند.

## جانبداری
به نقل از وال‌استریت ژورنال، در جریان این کودتا، رئیس سازمان امنیت ملی مصر با سفر به خارطوم با رهبر کودتاچیان ژنرال عبدالفتاح البرهان دیدار کرد و از او خواسته که «عبدالله حمدوک» را برکنار کند. موضع حمدوک نسبت به سد النهضه، امنیت کشاورزی مصر را به خطر انداخته و موجب ناخرسندی مقامات این کشور شده است. به گفته رویترز، عبدالله حمدوک به‌طور مخفیانه با نزدیکی به ایالات متحده آمریکا و اسرائیل به دنبال امضای پیمان ابراهیم نیز بوده است و از این رو توسط اسرائیل حمایت می‌شود. و طبق گزارش نیوزویک اکنون در پی این کودتا، امضای پیمان ابراهیم در هاله‌ای از ابهام قرار گرفته است.